# Monsaguel
Monsaguel is een gemeente in het Franse departement Dordogne (regio Nouvelle-Aquitaine) en telt 129 inwoners (1999). De plaats maakt deel uit van het arrondissement Bergerac.

## Geografie
De oppervlakte van Monsaguel bedraagt 11,4 km², de bevolkingsdichtheid is 11,3 inwoners per km².
De onderstaande kaart toont de ligging van Monsaguel met de belangrijkste infrastructuur en aangrenzende gemeenten.

## Demografie
Onderstaande figuur toont het verloop van het inwonertal (bron: INSEE-tellingen).